# CEDEC AWARDS
CEDEC AWARDS（セデック・アワード）とは、CESAが主催するCEDECにて執り行っているアワードイベント、及びゲームの賞。ゲームタイトルそのものでなく、そこに用いられている技術を主たる対象とし、技術面から開発者の功績を称え表彰することで、ゲーム開発技術の普及・啓蒙と産業の発展を目的としている。インターナショナルなものとしては、Game Developers Choice Awardsがあるが、この賞の日本版という側面が強い。

## 選考プロセス
国内におけるゲームの賞としては、こちらもCESAが主催している日本ゲーム大賞などが他にあるが、日本ゲーム大賞の「年間作品部門」や「フューチャー部門」などがインターネットからによる参加者、または開催時期の東京ゲームショウ来場者からの一般投票集計結果を評価に加えて選出するため、一般人気の高い知名度がある作品が賞を受賞する傾向がある。これに対して、CEDEC AWARDSは、CEDEC関係者やゲーム開発者による選考のため、日本ゲーム大賞とは違ったラインナップになる傾向がある。具体的には下記のような手順での選出となる。
1. 「CEDEC AWARDSノミネーション委員会」と「CEDEC運営委員会」がノミネーションリスト（優秀賞）を決定
2. ノミネーションリスト（優秀賞）からCEDEC受講者（＝そのほとんどがゲーム開発者。）が投票し、最優秀賞を決定

「部門 最優秀賞」の受賞とは、その前に「部門 優秀賞」をまず受賞しているので、正確に言うならば「部門 優秀賞 & 部門 最優秀賞」のW受賞をしているという事になる。

## 対象となるもの
基本的には、コンピュータ・ゲーム関係の技術を対象としているが、「ニコニコ動画」や「セカイカメラ」など、
1. デジタル かつ
2. インタラクティヴ かつ
3. エンターテイメント

に関わる技術であれば幅広く対象としている。
また、Game Developers Choice Awardsとの対抗上からか、主に日本国内のものが主たる対象となっていることが多い。（ただし、2010年のビジュアル・アーツ部門はInfinity Ward Teamが受賞するなど、明確に日本国内のものに限定されているわけではない）
初開催となる2008年は過去に発売されたゲームすべてに用いられた技術を対象に授賞を決定、開催第2回目の2009年の賞についても2000年代後半のものを幅広く対象としている。2010年ごろから、その年のものを対象とするようになってきた。

## 今までの受賞歴

### エンジニアリング部門 最優秀賞
2012年までは「プログラミング・開発環境部門」
- 2024 - GitHub Copilot 開発チーム（GitHub）[1]
- 2023 - 「星のカービィ ディスカバリー」開発チーム（任天堂株式会社／株式会社ハル研究所）[2]
- 2022 - Cygames Tech Conference 運営チーム（株式会社Cygames）[3]
- 2021 - 龍が如くスタジオ ドラゴンエンジン開発チーム（株式会社セガ）[4]
- 2020 - 「CAPCOM オープンカンファレンス RE:2019」運営チームおよび「RE ENGINE」開発チーム（株式会社カプコン）[5]
- 2019 - 「Perforce」開発チーム（Perforce Software, Inc.）[6]
- 2018 - 「ゼルダの伝説 ブレス オブ ザ ワイルド」開発チーム（任天堂株式会社）[7]
- 2017 - 「PlayStation VR」開発チーム （株式会社ソニー・インタラクティブエンタテインメント）[8]
- 2016 - 「NVIDIA GameWorks」（NVIDIA Corporation）[9]
- 2015 - 「VisualStudio」開発チーム（マイクロソフト）[10]
- 2014 - 「Unreal Engine 4」開発チーム（Epic Games）[11]
- 2013 - 「Oculus Rift」開発チーム（Oculus VR, Inc.）[12]
- 2012 - 「Kinect for Windows/Xbox 360 Kinect」開発チーム（マイクロソフト）[13]
- 2011 - 「Unityエンジン」開発チーム (Unity Technologies) [14]
- 2010 - 元『マイコンBASICマガジン』 編集部とプログラム投稿者 （代表者 同誌元編集責任者 大橋太郎）（株式会社電波新聞社）[15]
- 2009 - 『ワンダと巨像』プログラミングチーム（株式会社ソニー・コンピュータエンタテインメント）[16]
- 2008 - MT Framework（株式会社カプコン）[17]

### ビジュアル・アーツ部門 最優秀賞
- 2024 - 『グランブルーファンタジー リリンク』開発チーム（株式会社Cygames）[1]
- 2023 - 桜井政博（有限会社ソラ）[2]
- 2022 - 「ELDEN RING」開発チーム（株式会社フロム・ソフトウェア）[3]
- 2021 - 「Ghost of Tsushima」開発チーム（Sucker Punch Productions）[4]
- 2020 - 「あつまれ どうぶつの森」開発チーム（任天堂株式会社）[5]
- 2019 - 須藤正喜（株式会社アトラス）[6]
- 2018 - 「NieR:Automata」 UIデザインチーム（プロデュース：株式会社スクウェア・エニックス、開発：プラチナゲームズ株式会社）[7]
- 2017 - 「ゼルダの伝説 ブレス オブ ザ ワイルド」開発チーム（任天堂株式会社）[8]
- 2016 - 「スプラトゥーン」開発チーム（任天堂株式会社）[9]
- 2015 - 「GUILTY GEAR Xrd -SIGN-」開発チーム（アークシステムワークス株式会社）[10]
- 2014 - 「SOFTIMAGE」開発チーム（Autodesk）[11]
- 2013 - 「アニメ　ジョジョの奇妙な冒険」オープニング制作チーム（有限会社神風動画）[12]
- 2012 - 「Journey（風ノ旅ビト）」 開発チーム (thatgamecompany) [13]
- 2011 - 「ストリート ファイターIV」シリーズデザインチーム（株式会社カプコン）[14]
- 2010 - Infinity Ward Team (Activision, Inc / Infinity Ward, Inc.) [15]
- 2009 - 『大神』アーティスト、及びテクニカルアーティスト（株式会社カプコン）[16]
- 2008 - 『ICO』（株式会社ソニー・コンピュータエンタテインメント）[17]

### ゲームデザイン部門 最優秀賞
- 2024 - 『ゼルダの伝説 ティアーズ オブ ザ キングダム』開発チーム（任天堂株式会社）[1]
- 2023 - 桜井政博（有限会社ソラ）[2]
- 2022 - 「ELDEN RING」開発チーム（株式会社フロム・ソフトウェア）[3]
- 2021 - えーでるわいす[4]
- 2020 - 「リングフィット アドベンチャー」開発チーム（任天堂株式会社）[5]
- 2019 - 「Nintendo Labo」開発チーム（任天堂株式会社）[6]
- 2018 - 「スプラトゥーン2」開発チーム（任天堂株式会社）[7]
- 2017 - 「ゼルダの伝説 ブレス オブ ザ ワイルド」開発チーム（任天堂株式会社）[8]
- 2016 - 「スプラトゥーン」開発チーム（任天堂株式会社）[9]
- 2015 - 「ねこあつめ」開発チーム（株式会社ヒットポイント）[10]
- 2014 - 「艦隊これくしょん」開発チーム（株式会社DMM.com／株式会社角川ゲームス）[11]
- 2013 - 飯野賢治[12]
- 2012 - 「パズル＆ドラゴンズ」開発チーム（ガンホー・オンライン・エンターテイメント株式会社）[13]
- 2011 - 日野晃博（株式会社レベルファイブ）[14]
- 2010 - 「デモンズソウル」開発チーム（株式会社フロム・ソフトウェア）[15]
- 2009 - 「モンスターハンターポータブル」開発チーム（株式会社カプコン）[16]
- 2008 - 「スーパーマリオブラザーズ」シリーズ（任天堂株式会社）[17]

### サウンド部門 最優秀賞
- 2024 - 『ストリートファイター6』サウンド開発チーム（株式会社カプコン）[1]
- 2023 - 「Hi-Fi RUSH」サウンド開発チーム（Tango Gameworks）[2]
- 2022 - 「ウマ娘 プリティーダービー」サウンド開発チーム（株式会社Cygames）[3]
- 2021 - 「Ghost of Tsushima」サウンド開発チーム（Sucker Punch Productions）[4]
- 2020 - 「FINAL FANTASY VII REMAKE」サウンド開発チーム（株式会社スクウェア・エニックス）[5]
- 2019 - 「エースコンバット7 スカイズ・アンノウン」サウンド開発チーム（株式会社バンダイナムコスタジオ）[6]
- 2018 - 「ペルソナ５」サウンドチーム（株式会社アトラス）[7]
- 2017 - 「NieR: Automata」サウンド開発チーム（プロデュース：株式会社スクウェア・エニックス　楽曲制作：MONACA　開発：プラチナゲームズ株式会社）[8]
- 2016 - 「スプラトゥーン」開発チーム（任天堂株式会社）[9]
- 2015 - 「大乱闘スマッシュブラザーズ for Nintendo 3DS / for Wii U」桜井政博 / 任天堂 / 参加音楽家及びサウンド開発チーム（有限会社ソラ（桜井政博）/任天堂株式会社）[10]
- 2014 - 坂本英城（株式会社ノイジークローク）[11]
- 2013 - 「CeVIO Creative Studio」開発チーム（CeVIOプロジェクト）[12]
- 2012 - 「アイドルマスター」シリーズ楽曲制作チーム（株式会社バンダイナムコスタジオ）[13]
- 2011 - 「CRI ADX2」開発チーム（株式会社CRI・ミドルウェア）[14]
- 2010 - 「DS-10」シリーズ 開発チーム（株式会社AQインタラクティブ）[15]
- 2009 - 「リズム天国ゴールド」開発チーム（任天堂株式会社）[16]
- 2008 - 「ゼルダの伝説」シリーズ（任天堂株式会社）[17]

### 特別賞
- 2025 - 植松伸夫
- 2024 - さくまあきら[1]
- 2023 - 「ゼルダの伝説」開発チームとプロデューサー青沼英二[2]
- 2022 - 宮崎英高（株式会社フロム・ソフトウェア）[3]
- 2021 - マーク・サーニー[4]
- 2020 - 小島秀夫（KOJIMA PRODUCTIONS）[5]
- 2019 - 桜井政博（有限会社ソラ）[6]
- 2018 - 鈴木裕[7]
- 2017 - 坂口博信[8]
- 2016 - 襟川陽一（株式会社コーエーテクモホールディングス　代表取締役社長）[9]
- 2015 - 西角友宏、岩谷徹[10]
- 2014 - すぎやまこういち[11]
- 2013 - 久夛良木健[12]
- 2012 - 浜村弘一（株式会社エンターブレイン　代表取締役社長）[13]
- 2011 - 田尻智（株式会社ゲームフリーク　代表取締役）、石原恒和（株式会社ポケモン　代表取締役社長）[14]
- 2010 - 中村雅哉（株式会社バンダイナムコゲームス 株式会社ナムコ　名誉相談役）[15]
- 2009 - 堀井雄二（ゲームデザイナー）[16]
- 2008 - 宮本茂（任天堂株式会社　専務取締役 情報開発本部長）[17]

### 著述賞
- 2020 - 選出見送り[5]
- 2019 - 松永純（株式会社セガ・インタラクティブ）『チェインクロニクルから学ぶスマートフォンRPGのつくり方』（星海社新書）[6]
- 2018 - 伊藤毅志（電気通信大学）、保木邦仁（電気通信大学）、三宅陽一郎（株式会社スクウェア・エニックス）『ゲーム情報学概論 -ゲームを切り拓く人工知能-』（コロナ社）[7]
- 2017 - Eske Yoshinob『マヤ道!! THE ROAD OF MAYA』（株式会社ボーンデジタル）[8]
- 2016 - CGWORLD編集部（株式会社ボーンデジタル）[9]
- 2015 - 大野功二『3Dゲームをおもしろくする技術 実例から解き明かすゲームメカニクス・レベルデザイン・カメラのノウハウ』（SBクリエイティブ株式会社）[10]
- 2014 - 株式会社ディー・エヌ・エー『Mobageを支える技術 ～ソーシャルゲームの舞台裏～』[11]
- 2013 - 堂前嘉樹（株式会社バンダイナムコスタジオ）『ゲームを動かす技術と発想』（ソフトバンククリエイティブ）、加藤政樹（株式会社バンダイナムコスタジオ）『ゲームの作り方 Unityで覚える遊びのアルゴリズム』（ソフトバンククリエイティブ）[12]
- 2012 - 曽良洋介、Marc Salvati、四倉達夫（株式会社オー・エル・エム・デジタル）『テクニカルアーティストスタートキット　映像制作に役立つCG理論と物理・数学の基礎』[13]
- 2011 - 中嶋謙互『オンラインゲームを支える技術 －壮大なプレイ空間の舞台裏－』（技術評論社）[14]
- 2010 - 株式会社ボーンデジタルおよび川西裕幸（マイクロソフト株式会社）『Game Programming Gems』シリーズ[15]
- 2009 - 平山尚（株式会社セガ）『ゲームプログラマになる前に覚えておきたい技術』、石田晴久『プログラミング言語C』邦訳版他多数[16]

### ネットワーク部門 最優秀賞
- 2015 - 「Ingress」開発・運用チーム（Niantic Labs）[10]
- 2014 - 「PS4 Share」 開発・運営チーム（株式会社ソニー・コンピュータエンタテインメント）[11]
- 2013 - 「ニンテンドーDSシリーズ」すれちがい通信技術　開発チーム（任天堂株式会社）[12]
- 2012 - 「enchant.js」 開発チーム（株式会社ユビキタスエンターテインメント）[13]
- 2011 - Amazon EC2/S3 (Amazon Web Services LLC) [14]
- 2010 - 「セカイカメラ」開発チーム（頓智株式会社）[15]
- 2009 - 「ニコニコ動画」開発チーム（株式会社ニワンゴ）[16]